# Дверная фурнитура

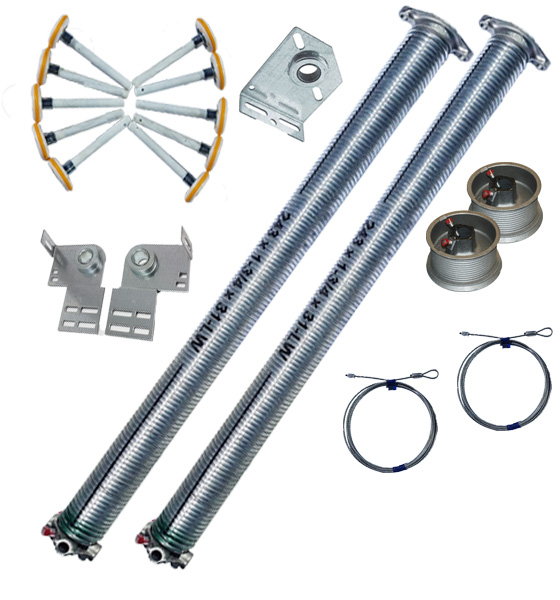
Дверная фурнитура

Дверная фурнитура — это конструктивные элементы, которые прикрепляются к двери для улучшения её функциональности или внешнего вида.
Существуют следующие элементы дверной фурнитуры:

## Доводчик
Дверной доводчик — это механическое или гидравлические устройство, которое автоматически закрывает открытую дверь. Применение доводчика в значительной степени уменьшает износ дверных петель. Доводчики устанавливают на дверях с системой контроля доступа, к примеру на противопожарных и эвакуационных дверях, на входных дверях. Доводчики обеспечивают надежное закрытие двери.
По способу монтажа доводчики разделяют на: верхние, напольные и скрытые (рамные).
По способу передачи вращающего момента доводчики классифицируют на:
 — с рычажной (коленной, ножничной) передачей. В конструкции таких доводчиков вращающий момент передаётся с помощью рычажной передачи;
 — со скользящей (слайдовой) передачей. В таких доводчиках усилие на дверь передается при помощи более сложной скользящей передачи, у которой свободный конец рычага движется в пазу. Подобная передача требует приложения больших усилий, чем коленная. Это связано с тем, что у скользящей передачи меньше рычаг и ей необходимо преодолевать значительную силу трения при движении свободного конца рычага по пазу.
Выбирая модель доводчика, необходимо принимать во внимание вес двери и ширину дверного полотна. Тяжелые двери с широким дверным полотном необходимо оснастить мощным доводчиком. Иногда одного доводчика мало и тогда, чтобы увеличить усилие, устанавливают конструкцию с двумя доводчиками.
Для определения усилия пружины доводчика используется система стандартных усилий доводчиков по стандарту EN 1154. Усилия измеряется в единицах от 1 до 7.
Выбирая доводчик необходимо учитывать, при каких условиях он будет выполнять свои функции, на какую разницу температур рассчитан. Существуют термостабильные варианты доводчиков с диапазоном температур от −35° до +70°С, а также морозостойкие доводчики, рассчитанные на холода до −45 °С.

## Петля
Петля представляет собой компонент, благодаря которому дверь крепится к дверной коробке. Петли разделяют на следующие типы: ввинчиваемые, накладные (навесные), скрытые, барные (петли «метро»).
Ввинчиваемые петли состоят из двух частей, на каждой из которых расположены штыри с нанесенной на них резьбой. При этом одна часть ввинчивается в дверной короб, а другая в полотно двери.
Накладные (или навесные) петли состоят из двух полотен (карт), соединенных шарниром. Одно полотно (карта) петли крепится на торцевой стороне двери, другое — к дверному коробу. Различают универсальные и неуниверсальные накладные петли. При использовании не универсальных петель нужно учитывать направление открывания двери, при этом различают левые и правые неуниверсальные накладные петли.
Скрытые петли при закрытой двери остаются невидимыми.
Барные петли (или петли «метро») конструктивно позволяют дверному полотну открываться как внутрь, так и наружу.

## Ручка
Двери, как правило, имеют по крайней мере одну ручку. Различают два вида дверных ручек по способу установки: накладные и врезные. Накладная ручка крепится к поверхности двери планкой, в отличие от врезной, для которой требуется отверстие в дверном полотне. По функционалу различают: подвижные ручки (поворотные или нажимные) и стационарные ручки
Виды дверных ручек:
- Ручка-скоба пригодна только для дверей с замком без защелки (исключение — использование роликовой защелки);
- Ручка на фланце - используется для входных квартирных и межкомнатных дверей;
- Ручка на планке - применяется на входных дверях;

- Ручка-кнопка поворотная годится для входных и межкомнатных дверей;
- Ручка-кнопка глухая хороша для межкомнатных дверей;
- Ручка-купе для раздвижных дверей и стеклянных раздвижных систем.

## Замок
Замок представляет собой устройство, которое предотвращает доступ лиц без ключа или комбинации. Как правило, при этом используются задвижки, одна или более.

## Дополнительные элементы дверной фурнитуры
Существует множество предметов, которые служат конкретным целям, связанным с практическим применением двери.
Дверной демпфер — гидравлическое устройство, используемое для медленного закрытия дверей.
Дверной стопор — устройство, которое не позволяет двери распахиваться полностью.
Накладки на замочную скважину. Существует большое количество всевозможных накладок, выполняющих как защитную (например, броненакладки), так и эстетическую функцию (ключевины). Ранее замочную скважину обрамляли накладкой в виде уникального щита, что было связано с геральдическими традициями.
Шпингалет — это устройство представляет собой металлическую продольную задвижку. Служит для запирания двери.
Дверной глазок — это простейшее оптическое устройство, монтированное в полотно двери. С помощью дверного глазка можно вести обзор пространства с обратной стороны двери, не открывая её.
Дверная цепочка. Используется для открытия двери на безопасное расстояние. Это своеобразный защитный механизм.
Дверные номера, таблички, накидные крючки, почтовые ящики — аксессуары, которыми может быть дополнена дверная конструкция.